# 南福克 (科罗拉多州)
南福克（英語：South Fork），是美国科罗拉多州里奥格兰德县下属的一座城市。建市于1992年5月19日，面积大约为2.477平方英里（6.415平方公里）。根据2010年美国人口普查，该市有人口386人。2011年估计该市有人口377人，相比2010年人口增长率为-2.33%。同时，论人口该市是科罗拉多州第212大城市。